# Sydafrikas kommuner
Sydafrikas provinser är administrativt indelade i tre typer av kommuner. Storstadskommuner (Metropolitan municipalities), Distriktskommuner eller Distrikt (District municipalities) och Lokala kommuner eller Kommuner (Local municipalities).

## Tre kommuntyper
Storstadskommunerna eller kategori-A kommunerna är sedan 2011, åtta till antalet och är placerade i de mest tätbefolkade delarna av landet. Enbart i Johannesburgs storstadsområde finns det tre stycken storstadskommuner.
De områden som inte utgör en del av en storstadskommun är istället indelade i Distriktskommuner eller Distrikt, också benämnda kategori-C kommuner. Det finns sedan 2011, 48 sådana distrikt i Sydafrika.
Distrikten är i sin tur indelade i Lokala kommuner, eller kategori-B kommuner. Sedan 2011 finns det 226 sådana kommuner.

## Ledning
Kommunerna leds av ett kommunfullmäktige (municipality counsil) som väljs vart femte år. Hälften av ledamöterna väljs i enmansvalkretsar den andra halvan genom proportionell representation. I distrikten tillsätts ledamöterna delvis genom proportionell representation i allmänna val och den andra halvan av ledamöterna utses av kommunfullmäktige i de mindre lokala kommunerna.